# Asociación de Escritores de Panamá
La Asociación de Escritores de Panamá fue fundada el 23 de octubre de 2004.  Es una entidad sin fines de lucro creada según las leyes panameñas, cuyo objetivo es promover la literatura y a los autores panameños afiliados. 
En su membresía hay escritores panameños que han publicado al menos un libro de narrativa, teatro, poesía o ensayo literario. Entre estos autores figuran: Álvaro Menéndez Franco, Benjamín Ramón, Carlos Oriel Wynter Melo, Raúl Leis, Enrique Jaramillo Levi (presidente de 2004 a 2007), Sofía Santim, Moravia Ochoa López, José Luis Rodríguez Pittí (presidente de 2008 a 2010), Roberto Pérez-Franco, Ariel Barría Alvarado, Carlos Fong, Alondra Badano, Luigi Lescure, Erika Harris, Gloria Rodríguez, Salvador Medina Barahona, Lili Mendoza, Annabel Miguelena, David Robinson y Javier Alvarado.
En 2005, la Asociación organizó el Primer Congreso de Escritoras y Escritores de Centroamérica, reuniendo en Panamá a más de 100 autores de la región y dando nacimiento a la Asociación de Escritores de Centroamérica. En 2006 organizó el Primer Encuentro de Escritores, Críticos y Lectores, dedicado a las generaciones de autores panameños nacidos después de 1970, y en 2007 el Segundo Encuentro, dedicado al cuento contemporáneo. En 2007 también ha organizado un ciclo mensual de mesas redondas con temas especializados de literatura y otras artes, además del Concurso de Cine, Cómic y Fotolibro en el que estudiantes de cine y artes gráficas adaptaron cuentos de autores panameños a estos medios audiovisuales. En 2008, ha organizado mensualmente el Punto de convergencia, coloquio y encuentro de poetas, músicos, fotógrafos, cineastas y pintores y diversos recitales y presentaciones de teatro. El mismo año participó en el Festival de Arte por La Tierra, con poesía y teatro, iniciativa en la que participaron varias entidades culturales locales y la ONU a través del Programa de las Naciones Unidas para el Desarrollo. En 2009 organizó el Congreso Internacional de Literatura Centroamericana (CILCA) en conjunto con la Universidad de Purdue y la Universidad Tecnológica de Panamá. En 2010 fue una de las entidades detrás del Festival Internacional de Arte y Literatura organizado por la Fundación El Hacedor. La Asociación de Escritores de Panamá ha tenido también destacadas participaciones en la Feria del Libro de Guatemala 2008, en la  New York Book Fair Expo 2009, en la Feria del Libro de Buenos Aires 2010, y en la Feria Internacional del Libro de Santo Domingo 2011, eventos a los que ha asistido con fondos gestionados por la Fundación El Hacedor.
La Asociación también organiza el Premio de Novela Corta "Ramón H. Jurado" desde 2005 y se dedica a la coedición de libros con otras organizaciones culturales.